# نگارخانه هنر کرایست‌چرچ
نگارخانه هنر کرایست‌چرچ (انگلیسی: Christchurch Art Gallery) نگارخانه عمومی شهر کرایست‌چرچ نیوزیلند است. این نگارخانه در سال ۲۰۰۳ و به واسطه جابه‌جایی نگارخانه پیشین شهر، نگارخانه هنر رابرت مک‌دوگال که در سال ۱۹۳۲ ایجاد شده بود، افتتاح شده‌است.

## نگارخانه

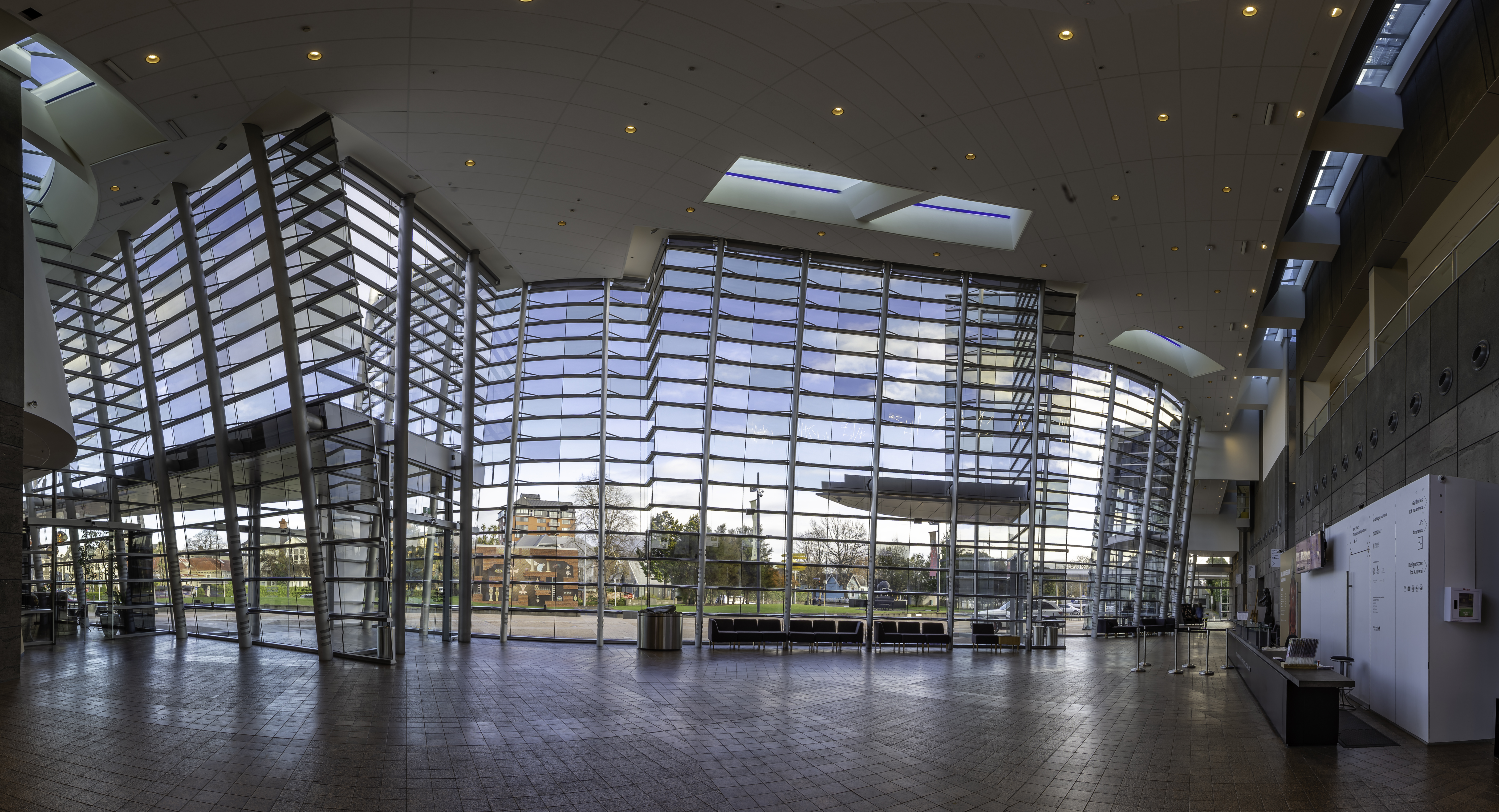
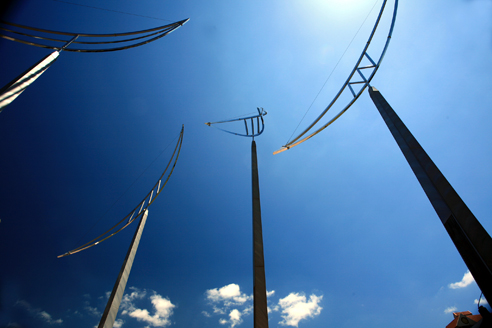
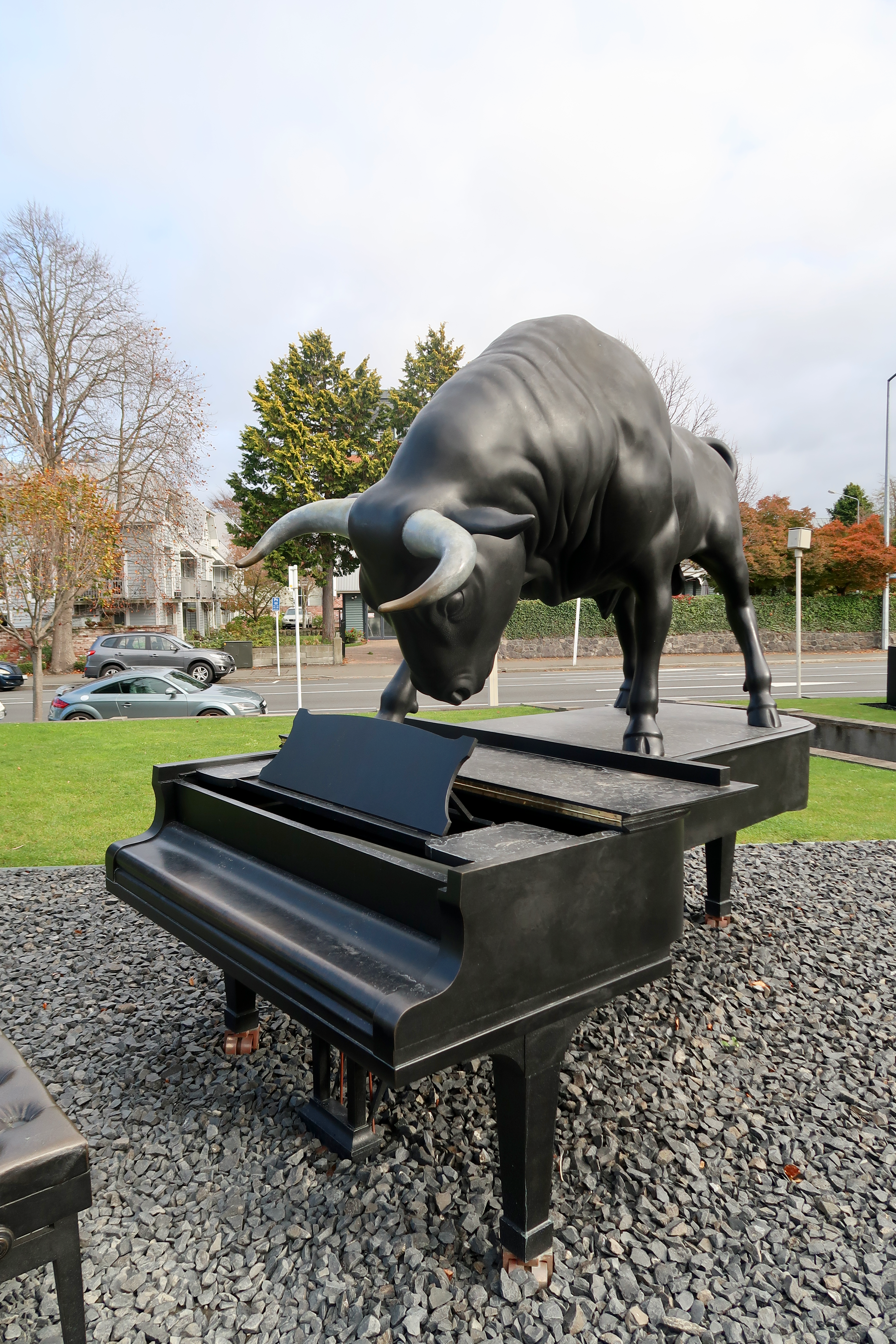
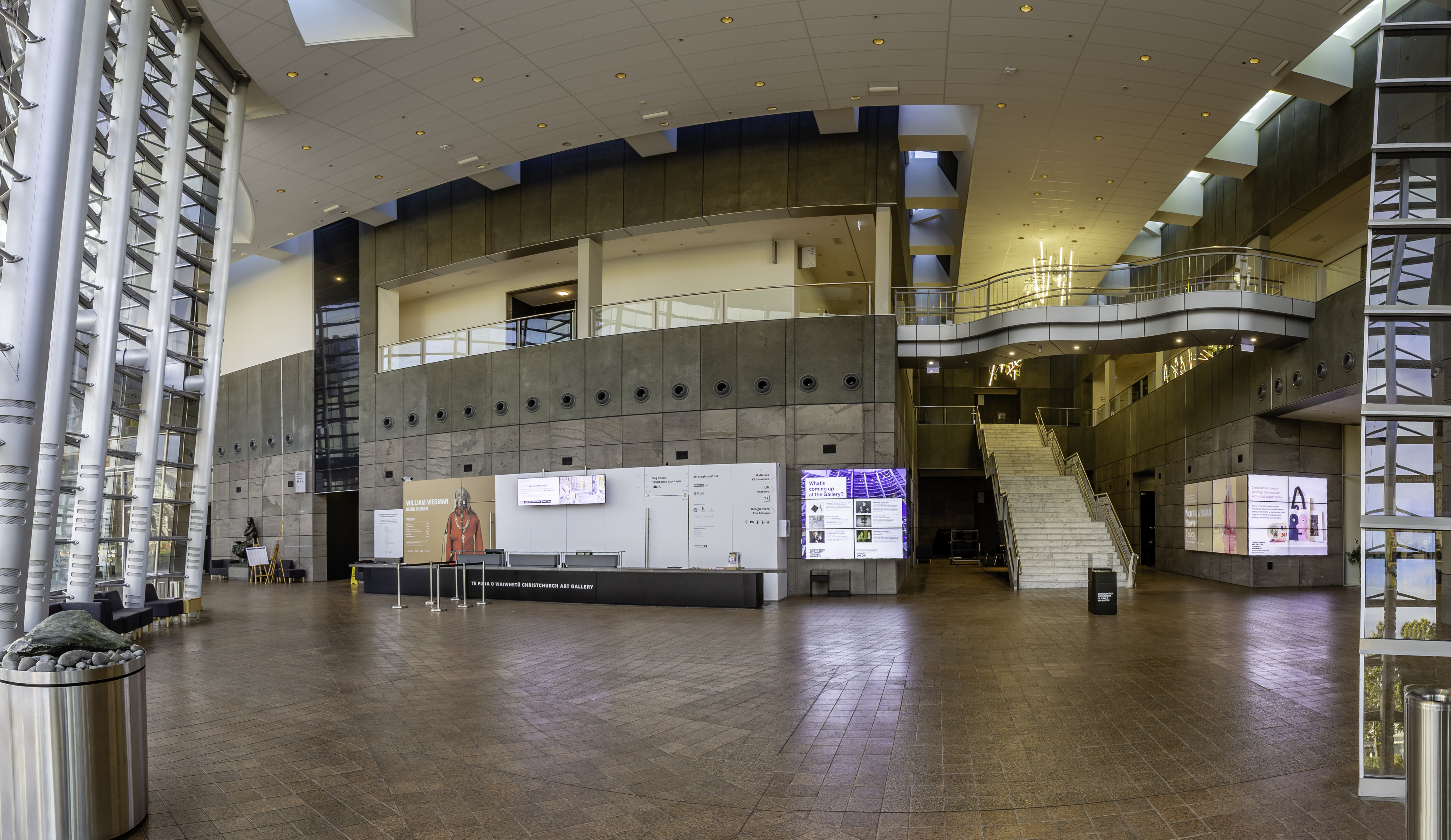